# Žaga, Bovec
Žaga je obmejno razpotegnjeno naselje z mejnim prehodom za mednarodni promet učja v občini Bovec. Nahaja se v severozahodnem delu Slovenije. Na nadmorski višini 419,1 m, na zahodu z mejnim prehodom Uccea meji neposredno na Italijo in vključuje tudi aglomeracije Bočič, Melan, Njivica in Šekeljni. Nad vasjo se razprostirata Kobariški Stol in Kaninsko pogorje, na katerih se  nahajajo planine Hlevišča, Koleno, Ognjenk, Baban in Bošca. Znan je tudi slap Boka in Globoški potok. Mimo tečeta reki Soča in Učja. Od tu izvira tudi ples Rezjanka.

## Zgodovina
Po padcu Zahodnega rimskega cesarstva in prekinitvi Ostrogotskega kraljestva so se na njegovem ozemlju naselili Langobardi, nato pa so jim okoli 6. stoletja sledili slovanski prebivalci. Tako je celotno njeno ozemlje postalo del vojvodine Furlanije. Po padcu Langobardskega kraljestva so oblast prevzeli Franki; po Verdunski pogodbi leta 843 je postala del Regnum Italiae in nato leta 951 Veronske in Oglejske marke; po prvotni podrejenosti vojvodini Bavarski leta 952 je leta 976 prešla v vojvodino Koroško, ki jo je na novo ustanovil cesar Oton II.
Leta 1077 je prešel v cerkveno kneževino Oglej. S padcem oglejskega patriarhata je leta 1420 (formalno leta 1445) prešel v Beneško republiko.
S mirovno pogodbo v Noyonu (1516) je Serenissima izgubila Žago in preostanek zgornje doline reke Soče v korist Goriške in Gradiške grofije, ki sta bili že od leta 1500 pod habsburško oblastjo.
S Schönbrunnsko mirovno pogodbo (1809) je na desnem bregu reke Soče vstopila v Napoleonovo kraljevino Italijo na meji z Ilirskimi provincami.
Z Dunajskim kongresom leta 1815 se je vrnila v avstrijske roke kot avtonomna občina še vedno v Goriški in Gradiški grofiji, nato pa najprej v Kraljevini Iliriji in nato od leta 1849 v avstrijskem primorju.
Med prvo svetovno vojno je bil prizorišče prvega naskoka italijanskih čet in bitke pri Kobaridu.
Po prvi svetovni vojni je bila avtonomna občina Furlanije, nato pa je leta 1927 prešla v ponovno ustanovljeno Goriško pokrajino], ki jo je pripojila občina Plezzo.
Med septembrom 1943 in 1945 je bilo podvrženo operacijski coni Jadranske obale (OZAK), med letoma 1945 in 1947 pa je bilo zahodno od Morganove črte del cone A Julijske krajine pod britansko-ameriškim nadzorom zavezniške vojaške vlade ( AMG); nato je prešla v Jugoslavijo in nato v Slovenijo.

## Potres 1976
Leta 1976 je močan potres s serijo popotresnih sunkov prizadel deželo Furlanijo in severozahodni del Slovenije, z najmočnejšima sunkoma 6. maja ob 21:00 (magnituda 6,5) in 15. septembra ob 9:21 (magnituda 6,1). Globina žarišč je bila med 10 in 15 kilometrov, epicenter pa se je nahajal v Huminu. V primerjavi z majsko potresno aktivnostjo so bile ob septembrskih potresih znatno aktivnejše, severnejše prelomne črte z večjo globino hipocentrov. Ta ugotovitev se sklada z opazovanji o nastali škodi v Posočju, ko je bilo septembra območje okoli Žage bolj prizadeto kot Breginjski kot, kjer je bilo najhuje ob majskih potresih. Ta potresna aktivnost kaže na živo tektoniko alpskega in predalpskega sveta, ki je še posebno izrazita ob stiku z Dinaridi, Jadransko kotanjo, Apenin in drugimi gmotami. Videti je, da so bili podobni procesi odločilni tudi za zadnji večji potres na Gorenjskem in tudi za katastrofalni ljubljanski potres leta 1895. Vodiška prelomnica poteka prav tako približno v smeri Z—V z rahlim odklonom na JZ in SV.

## Lega
Nahaja se v občini Občina Bovec, v zahodnem delu države, 90 km zahodno od glavnega mesta Ljubljane. Žaga leži na nadmorski višini 604 metrov  in ima 353 prebivalcev. 
Teren okoli Žage je večinoma gorat, na jugozahodu pa je hribovit. Najvišja točka na območju je 1563 metrov nadmorske višine, 1,6 km severno od Žage. V Žagi živi približno 12 ljudi na kvadratni kilometer, zaradi česar je redko poseljena. Najbližje večje mesto je Bovec, 8,6 km vzhodno od Žage. Območje okoli Žage je skoraj v celoti prekrito z mešanimi gozdovi. 
Podnebje je zmerno. Povprečna temperatura je 9 °C. Najtoplejši mesec je julij z 18 °C, najhladnejši pa februar z 2 °C. Povprečna količina padavin je 2511 mm na leto. Najbolj moker mesec je november s 396 mm padavin, najsušnejši pa junij s 140 mm.

## Najvišji vrhovi
Vrh Laška Planje (2448m), Velika Baba (2160m), Veliki Babanski skedenj (2119m), Mala Baba (2018m), Mali Babanski skedenj (1963m), Skutnik (1721m), Stol (1673m), Vrh Planje (1663m), Mostič (1647m), Gabrovec ali Veliki Muzec (1630m), Mali Muzec(1612m), Veliki Hum (1593m), Ribežni(1518m), Gulj (954m).

## Vodovja
Reka Soča,Globoški potok,Učja,potok Boka,slap Boka,potok Sušec.

## Prebivalstvo
|  |      |      |      |      |  |      |      |      |      |  |      |      |      |      |  |      |      |      |      |  |
|  | 1991 | 1991 | 1991 | 1991 |  | 2002 | 2002 | 2002 | 2002 |  | 2011 | 2011 | 2011 | 2011 |  | 2023 | 2023 | 2023 | 2023 |  |
|  | 1991 | 1991 | 1991 | 1991 |  | 2002 | 2002 | 2002 | 2002 |  | 2011 | 2011 | 2011 | 2011 |  | 2023 | 2023 | 2023 | 2023 |  |
|  | 375  | 375  | 375  | 375  |  | 336  | 336  | 336  | 336  |  | 353  | 353  | 353  | 353  |  | 310  | 310  | 310  | 310  |  |
|  | 375  | 375  | 375  | 375  |  | 336  | 336  | 336  | 336  |  | 353  | 353  | 353  | 353  |  | 310  | 310  | 310  | 310  |  |
|  | 375  | 375  | 375  | 375  |  | 336  | 336  | 336  | 336  |  | 353  | 353  | 353  | 353  |  | 310  | 310  | 310  | 310  |  |
|  |      |      |      |      |  |      |      |      |      |  |      |      |      |      |  |      |      |      |      |  |

Leta 2011 je imela Žaga 353 prebivalcev.

## Znani krajani
- Oskar Hudales (1905–1968), pisatelj, prevajalec in učitelj
- Anton Ocvirk  (1907–1980), literarni zgodovinar
- Stane Žagar (1896–1942), komunistični aktivist in ljudski heroj Jugoslavije